# Dictyotingis
Dictyotingis is een geslacht van wantsen uit de familie van de Tingidae (Netwantsen). Het geslacht werd voor het eerst wetenschappelijk beschreven door Carl John Drake in 1942.

## Soorten
Het genus bevat de volgende soorten:

- Dictyotingis gibberis Drake, 1942
- Dictyotingis monticula Drake, 1956